# Menesida
Menesida es un género de escarabajos longicornios de la subfamilia Lamiinae. Fue descrito por Charles Joseph Gahan en 1907.

## Especies
- Menesida atricolor (Pic, 1925)
- Menesida bankaensis Breuning, 1951
- Menesida bicoloripes (Pic, 1925)
- Menesida carinifrons Aurivillius, 1922
- Menesida flavipennis Breuning, 1954
- Menesida fuscicornis Breuning, 1950
- Menesida fuscipennis Breuning, 1954
- Menesida marginalis Gahan, 1907
- Menesida nigripes Breuning, 1954
- Menesida nigrita Gahan, 1907
- Menesida planifrons  Tippmann, 1951
- Menesida rufula Breuning, 1954
- Menesida testaceipennis (Pic, 1922)
- Menesida yoshikawai Breuning y Chûjô, 1968